# Fondation ch pour la collaboration confédérale
La Fondation ch pour la collaboration confédérale est une institution de droit privé créée en 1967 et dont le siège est à la Maison des cantons (Berne). Elle est soutenue financièrement par les 26 cantons suisses, chacun étant représenté par un membre au Conseil de fondation. Depuis sa création, la Fondation ch œuvre en faveur du fédéralisme, de la cohésion interne et de la collaboration entre les cantons et avec la Confédération.

## Tâches et activités
Ses domaines d'activité sont les suivants :
- Collection ch, promouvoir les échanges entre communautés linguistiques et défendre la pluralité des langues et des cultures. Depuis 1974, la Fondation ch soutient la traduction littéraire, à travers des subventions versées aux frais d’impression, et encourage les échanges littéraires par-delà les frontières linguistiques. Chaque année, la Collection ch compte cinq à huit nouvelles parutions, autant d’ouvrages d’auteurs suisses traduits dans une autre langue nationale. La Fondation ch propose également des tandems auteurs-traducteurs dans les établissements secondaires. Enfin, elle organise tous les deux ans le festival de littérature et de traduction aller-retour.
- Monitoring du fédéralisme, promouvoir et développer le fédéralisme. Réalisé par la Fondation ch, le monitoring du fédéralisme permet de suivre l’évolution du fédéralisme et ainsi d’élaborer des propositions concrètes sur les moyens de le renforcer.
- Prix du fédéralisme. Depuis 2014, la Fondation ch décerne un prix aux personnes ou institutions qui se distinguent par leur engagement pour la Suisse. L’ancien conseiller fédéral Arnold Koller, l’humoriste Emil Steinberger[1], la chercheuse en droit Eva Maria Belser et le Cirque Knie[2] comptent parmi les précédents lauréats.
- Séminaires pour les membres des gouvernements cantonaux.
- Prestations dans le cadre de la collaboration entre les cantons et avec la Confédération. C’est à cette fin que la Fondation ch gère, depuis 1993, le Secrétariat de la Conférence des gouvernements cantonaux (CdC) qui compte parmi ses attributions :
  - la répartition des tâches entre la Confédération et les cantons,
  - la formation de l’opinion et la défense des intérêts des cantons auprès de la Confédération,
  - l’exécution des tâches fédérales par les cantons,
  - la politique extérieure et la politique européenne.

- Formation continue pour les membres des gouvernements cantonaux.

Jusqu’en 2016, la Confédération a confié à la Fondation ch toute une série de programmes d’échanges en Suisse, en Europe et dans le reste du monde, destinés à la formation (générale ou professionnelle) et aux activités extra-scolaires. En 2017, l’agence nationale Movetia a repris le flambeau. Seul le programme de stage Premier Emploi est encore géré par la Fondation ch. Destiné à lutter contre le chômage des jeunes, Premier Emploi permet aux demandeurs d’emploi en fin d’apprentissage ou diplômés d’une université ou d’une haute école d’effectuer un stage dans une autre région linguistique de Suisse.
Depuis 2022, la Fondation ch est présidée par Florence Nater, conseillère d’État neuchâteloise (auparavant Pascal Broulis, conseiller d’État vaudois) ; la direction est assurée par Roland Mayer.

## Littérature
- Fondation ch pour la collaboration confédérale (Ed.) : Les 50 ans de la Fondation ch (écrit par Claudia Aufdermauer), Berne 2017 (PDF)

## Liens
- Site de la Fondation ch pour la collaboration confédérale